# Pogromo de Przytyk
El pogromo de Przytyk o los disturbios de Przytyk ocurrieron entre las comunidades polaca y judía en Przytyk, condado de Radom, voivodato de Kielce, durante la Segunda República polaca el 9 de marzo de 1936. Previamente, el 28 de enero, las autoridades habían suspendido el mercado semanal durante cuatro semanas por temor a que sucedieran disturbios por causa del violento partido antisemita Endecja. El desorden comenzó como una pequeña disputa entre un panadero judío y un granjero polaco que vendía sus mercancías. Los disturbios adquirieron una dimensión tan severa como resultado del uso de armas de fuego por parte de los judíos. Según el historiador Emanuel Melzer fue el incidente más notorio de violencia antisemita en Polonia durante el período de entreguerras y atrajo la atención mundial, siendo uno de una serie de pogromos que ocurrieron en este país durante los años inmediatamente anteriores al estallido de la Segunda Guerra Mundial. El término pogromo es cuestionado por algunas fuentes que afirman que la palabra "disturbios" podría ser más adecuada ya que la violencia no fue planeada y algunos historiadores polacos opinan que el lado judío podría haber iniciado los incidentes.

## Antecedentes
En el período de entreguerras de 1918-1939, Przytyk era un asentamiento urbano. En 1930 estaba habitada por 2302 personas, 1852 de las cuales eran judíos (el 80 por ciento de la población total) que dominaban la economía local. Los judíos poseían y operaban cooperativas de ahorro y crédito, centrales eléctricas, empresas de transporte, panaderías, mataderos, sastrerías, cervecerías, plantas de fabricación de tabaco y tiendas de comestibles. Los mercados centrales se organizaban una vez a la semana, siempre los lunes, atrayendo multitudes de pueblos y aldeas cercanas. La competencia por las cuotas de mercado entre los judíos y una comunidad mucho más pequeña de polacos gentiles fue intensa. En 1935, los polacos locales crearon 50 pequeñas empresas que permitían a los agricultores polacos eludir a los comerciantes judíos, socavando el comercio de los judíos locales.

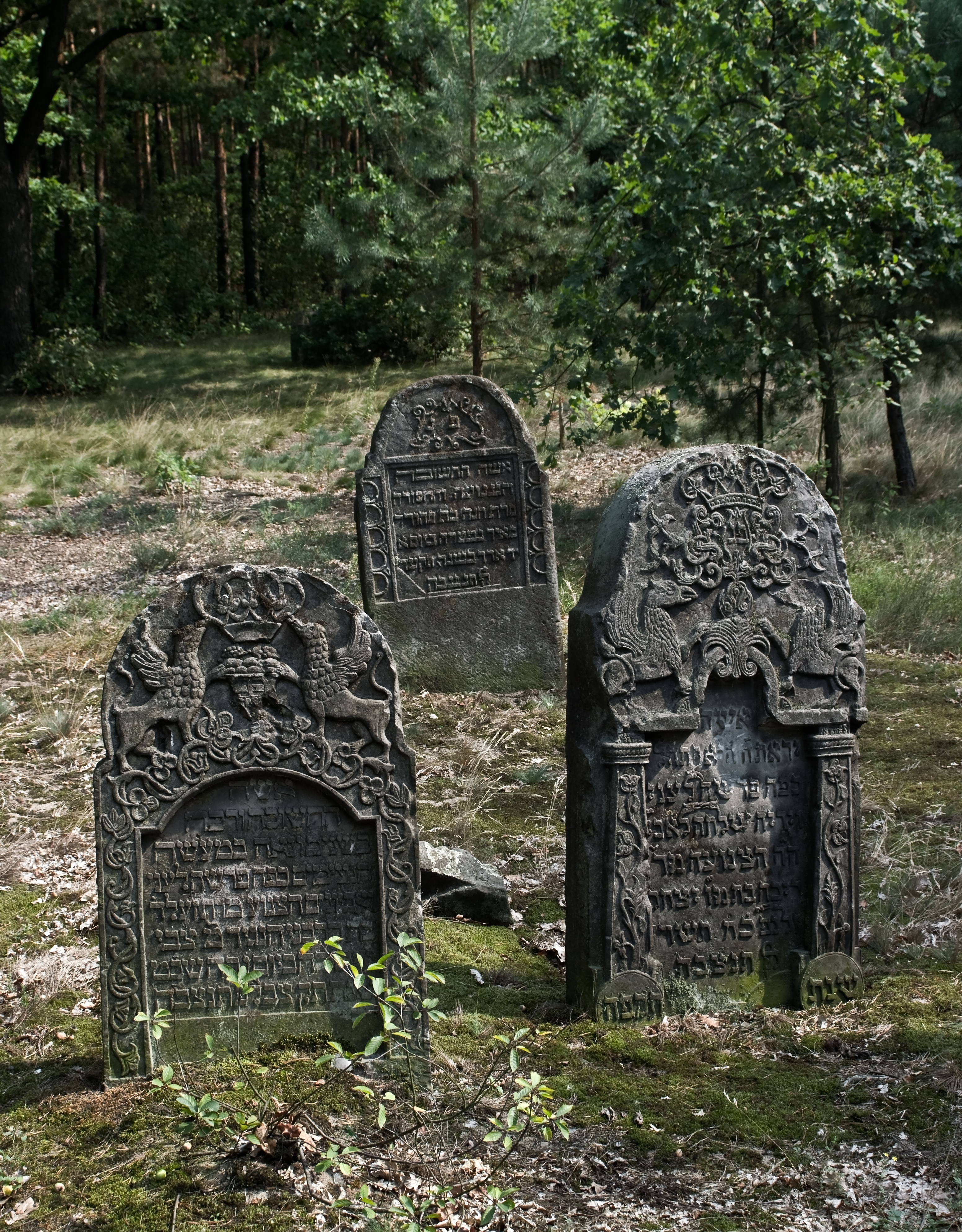
Cementerio judío en Przytyk

Aegún David Vital, un historiador de la Universidad de Tel Aviv, los campesinos locales fueron agitados por la propaganda antisemita difundida por los políticos de Endecja (Democracia Nacional). Se organizó un boicot a las tiendas judías el cual se convirtió en una ola de ataques violentos contra dichas tiendas, lo que resultó en la creación de un grupo judío de autodefensa. Sin embargo, Piotr Gontarczyk, historiador del Instituto Polaco de la Memoria Nacional, sostiene que el objetivo de la campaña polaca de Endecja era mejorar el nivel de vida de los polacos y apoyar a las empresas polacas. Comenzó un conflicto económico entre polacos y judíos, en el que ambos bandos utilizaron todos los medios posibles, incluida la violencia. Al mismo tiempo, la Segunda República Polaca permaneció en una recesión económica y los campesinos polacos, cuyas ganancias se habían reducido drásticamente, comenzaron a buscar otros medios para mantenerse. A mediados de 1935, los activistas políticos polacos de derecha del condado de Radom declararon un boicot general a las tiendas judías. El Endecja local a veces recurría a la violencia, y los activistas instaban a los polacos a dejar de comprar en las tiendas judías. Como respuesta, los comerciantes judíos comenzaron a inundar el mercado con sus productos, bajando los precios para que los recién llegados no pudieran competir con ellos.
En diciembre de 1935, un grupo de unos 20 jóvenes judíos crearon su propia unidad armada e ilegal de autodefensa, encabezada por un ex oficial del ejército polaco, Icek Frydman. Frydman organizó entrenamiento militar para sus miembros. El grupo estaba armado con pistolas, barras de hierro y porras compradas ilegalmente. Su tarea era movilizar a la comunidad judía en caso de un conflicto violento.
En el período de entreguerras se llevó a cabo la feria anual de kazimierzowski en Przytyk. En 1936 asistieron unos 2.000 campesinos y dado que los policías polacos estaban al tanto del posible conflicto, el departamento local, que constaba de 5 oficiales, se reforzó con 11 oficiales adicionales, luego resultaría ser un número inadecuado. Además la policía de Radom estaba en alerta, lista para intervenir. Los comerciantes judíos de Przytyk, una ciudad con una mayoría judía del 90%, esperaban que la feria de principios de primavera ayudara a mejorar su situación financiera, pero la atmósfera en la ciudad estaba tensa, según el informe oficial del voivoda de Kielce: "Tenemos que enfatizar el hecho de que la idea de un boicot económico a los judíos, propuesto por la Democracia Nacional, fue abrazado por el campesinado local, que siente odio hacia los judíos (...) El mismo boicot lleva a los comerciantes judíos a la desesperación, porque la base económica de su existencia está amenazada".

## Los hechos
Dos días antes de los hechos algunos de los habitantes judíos se reunieron en la plaza del pueblo en previsión del ataque de los agricultores, pero ese día no pasó nada. Sin embargo, dos días después en un día de mercado, según los historiadores Martin Gilbert y David Vital, los granjeros atacaron a los judíos; la lucha terminó con dos víctimas judías y una polaca.
El historiador polaco Piotr Gontarczyk escribe en su libro "Pogrom? Zajścia polsko-żydowskie w Przytyku 9 marca 1936 r. Mity, fakty, dokumenty" (lit. 'Pogrom? Incidentes polaco-judíos en Przytyk el 9 de marzo de 1936: mitos, hechos, documentos') que el primer incidente tuvo lugar durante la madrugada del 9 de marzo, cuando comerciantes judíos destruyeron un puesto que pertenecía a un sombrerero polaco. Intervino la policía, pero ese mismo día a las 15:00 horas, un miembro de Endecja, Józef Strzałkowski, apareció frente a un puesto de un panadero judío, instando a los campesinos polacos a no comprar ningún producto de los comerciantes judíos. El panadero pateó la muleta de Strzałkowski y el polaco lo golpeó en el brazo. El panadero denunció el incidente a la policía que resultó en el arresto de Strzalkowski. Esto generó indignación entre los granjeros polacos quienes rodearon la comisaría exigiendo la liberación de Strzałkowski. Durante los siguientes 20 minutos, los campesinos y jóvenes judíos, que también comenzaron a reunirse en la plaza del pueblo, fueron dispersados por la policía.
Según un informe del periodista y escritor Ksawery Pruszynski, la causa de los disturbios fue una pelea por un puesto y Pruszynski señaló que una causa probable de estos eventos fue la pobreza extrema de ambos bandos.
Los campesinos polacos, conscientes de su superioridad numérica, comenzaron a reunirse al otro lado del río Radomka. Cerca del puente comenzó otro motín, cuando se volcaron los puestos judíos. Llegó un grupo de judíos y armados con revólveres y garrotes comenzaron a atacar a transeúntes al azar. Ambos bandos se arrojaron piedras y la policía tuvo que dividir sus fuerzas en dos grupos. Uno se ocupaba de dispersar a los campesinos, mientras que otro intentaba contener a los judíos, quienes seguían tirando piedras. Cuando la policía parecía haber resuelto la situación, un miembro judío del movimiento Mizrachi, Szulim Chil Leska, comenzó a disparar contra los polacos desde la ventana de una casa. Leska mató a un campesino llamado Stanisław Wieśniak. También dispararon a otros dos polacos. Esto enfureció a la multitud polaca de unas 1.000 personas, a quienes la policía no pudo controlar.
El motín duró unos 45 minutos. Una multitud de campesinos, enfurecidos por el asesinato de uno de los suyos, golpearon a varios judíos y destrozaron varias tiendas y puestos, incluida una tienda que pertenecía a Fajga Szuchowa. Entre otros, fue atacada la casa de una mujer llamada Sura Borensztajn, donde se escondían varios judíos. Una pareja judía, Chaja y Josek Minkowski, fueron asesinados durante los disturbios, mientras que sus hijos fueron golpeados. Josek, que era zapatero, probablemente fue asesinado con un hacha en el recibidor de su casa. Su esposa fue brutalmente golpeada y murió en el hospital de Radom. Además, 24 judíos resultaron heridos. Un informe secreto, escrito después del motín por las autoridades regionales de Kielceal Ministerio del Interior de Polonia, afirma lo siguiente: "El incidente se convirtió en un motín tan grave solo después de que los judíos usaran armas y mataran a Wieśniak, lo que provocó más eventos sangrientos".

## Secuelas
Oficialmente, tres personas murieron y más de 20 resultaron heridas, pero el número de campesinos polacos heridos probablemente fue mayor, ya que muchos de ellos decidieron no ir al hospital. Inmediatamente se inició una investigación, con el arresto de Szulim Chil Leska, su padre y un campesino. Al principio, la policía no creyó a los campesinos, que presentaron su versión del motín, y pronto fueron arrestados 22 polacos. Sin embargo, el 16 de marzo, con la investigación aún en curso, tres miembros del grupo de autodefensa judío fueron encarcelados: Icek Banda, Luzer Kirszencwajg y Chaim Świeczka.
Cuatro días antes, el 12 de marzo, el senador Moses Schorr mencionó públicamente el motín y acusó al gobierno local y a la policía de apoyar a los campesinos. Como afirma Piotr Gontarczyk, las palabras de Schorr, en las que habla de tres víctimas judías brutalmente asesinadas, sin mencionar que una de las víctimas era polaca, resultó en una completa distorsión de la descripción de los hechos, ya que sus palabras se repitieron de inmediato en todo el mundo, lo que resultó en una ola de sentimientos antipolacos entre la diáspora judía. Además, el diario de Cracovia "Nowy Dziennik" publicó un artículo del diputado del Sejm, Ozjasz Thon, en el que por primera vez utilizó la palabra pogromo, escribiendo sobre "dos víctimas humanas" en Przytyk. Gontarczyk afirma en su libro que entre los periódicos judíos en Palestina, solo Davar afirmó que los judíos fueron los responsables de los disturbios, ya que fue un judío quien primero mató a un campesino.
El juicio posterior a los hechos comenzó el 2 de junio e involucró a 43 acusados polacos y 14 judíos, estos últimos acusados de comportamiento agresivo hacia los campesinos polacos. El veredicto se pronunció el 26 de junio, con once de los judíos condenados a penas de prisión de 6 meses a 8 años (la persona condenada a 8 años fue Szulim Chil Leska, el asesino de Stanisław Wieśniak. Más tarde, la sentencia de Leska se redujo a 7 años), mientras que 39 polacos recibieron sentencias de 6 meses a 1 año. Los judíos acusados afirmaron que estaban actuando en defensa propia, pero el tribunal rechazó esos argumentos. El veredicto indignó a la comunidad judía en Polonia, lo que provocó una serie de huelgas en todo el país.
La noticia de este pogromo horrorizó a la población judía polaca, así como a los judíos de todo el mundo, y contribuyó a una importante emigración de judíos de Polonia. Se organizó una huelga nacional de un día, apoyada por los partidos de izquierda Bund y PPS y en otras partes del país se produjeron peleas callejeras. En junio de 1936 en Mińsk Mazowiecki, después de que Jan Bujak, un integrante del 7° Regimiento Uhlan local, fuera baleado por el residente judío Judka Lejb Chaskielewicz, estallaron disturbios en los que se destrozaron varias tiendas judías. La situación en Przytyk seguía siendo tensa. Los judíos locales fueron apoyados por su diáspora estadounidense, que envió dinero y alimentos a Przytyk. Según Piotr Gontarczyk, la recaudación de dinero para los residentes judíos de la ciudad resultó en una creciente propaganda negativa dirigida a los polacos. Como escribió Gontarczyk, los voluntarios, mientras recolectaban fondos, presentaron la imagen de Polonia como un "país salvaje de pogromos", con la esperanza de recolectar la mayor cantidad de dinero posible. La información tendenciosa sobre la situación de los judíos en Polonia creó falsos estereotipos de polacos antisemitas.
El poema/canción S'brent fue escrito por Mordechai Gebirtig en 1938 sobre este pogromo.